# 小磯良平

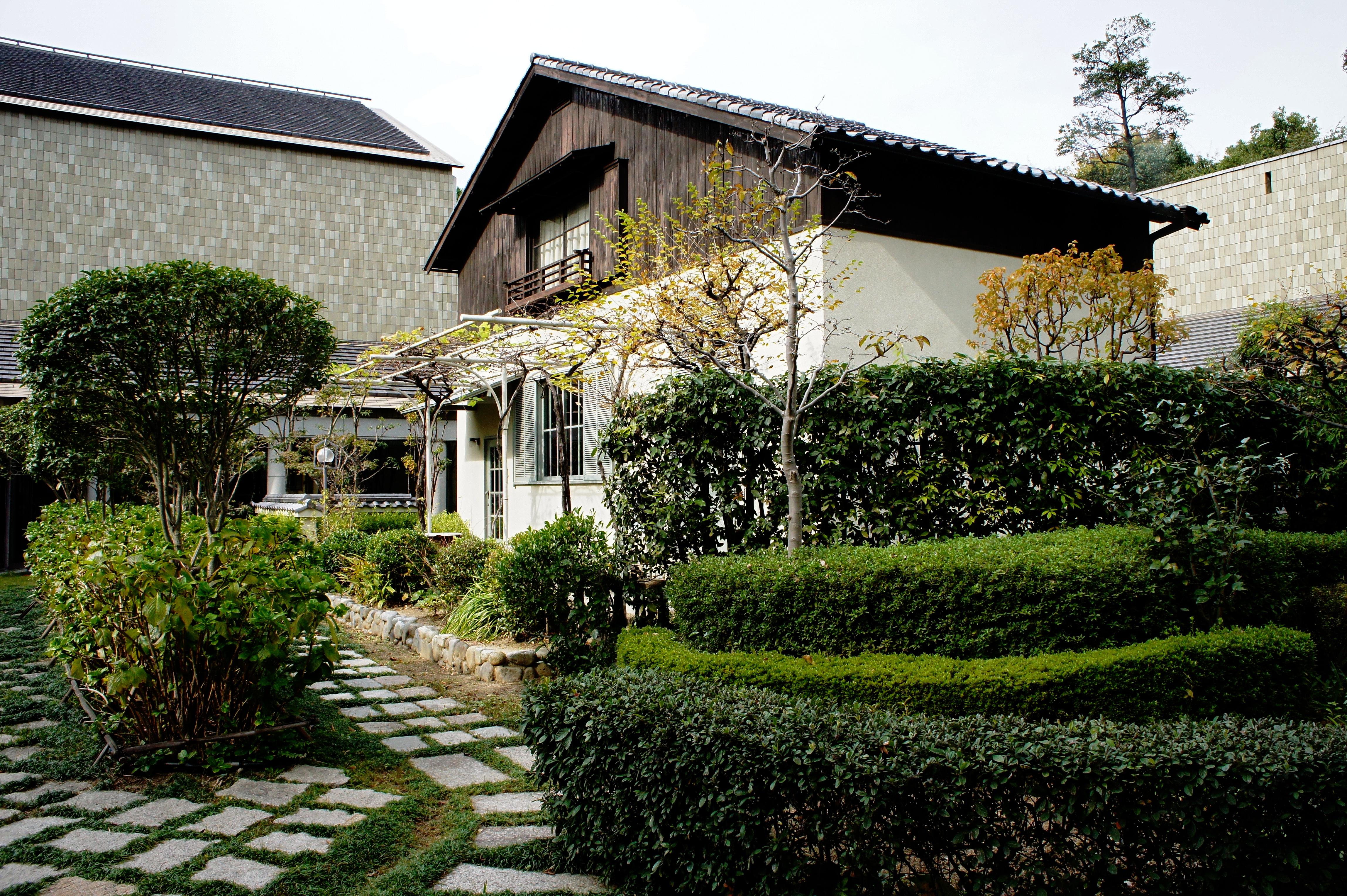
アトリエ（1949年、小磯記念美術館）

小磯 良平（こいそ りょうへい、1903年7月25日 - 1988年12月16日）は、日本の昭和期に活躍した洋画家である。
肖像画、特に群像を多く手がけたことで知られる。

## 経歴
1903年（明治36年）、旧三田藩の旧家で貿易に携わっていた岸上家の8人兄弟姉妹の次男として、神戸市神戸（現在の中央区）の中山手通に生まれた。兵庫県立第二神戸中学校（現在の兵庫県立兵庫高等学校）では竹中郁と同級で、生涯の親友だった。東京美術学校（現在の東京芸術大学美術学部）西洋画科に進み、猪熊弦一郎・岡田謙三・荻須高徳らの同級生と画架を並べる。在学中の1925年（大正14年）に親戚の小磯吉人の養子となり改姓し、同年「兄妹」が帝展入選、1926年（大正15年）「T嬢の像」が帝展特選を果たす。首席で卒業後の1928年（昭和3年）、フランスに留学。ルーブル美術館のパオロ・ヴェロネーゼ「カナの婚礼」に衝撃を受け、群像表現を極めることを生涯のテーマとする。帰国後の1936年（昭和11年）、「新制作派協会」（現・新制作協会）の結成に加わる。1938年（昭和13年）から1年間藤田嗣治らとともに陸軍省嘱託の身分で従軍画家として中国に渡り、帰国後戦争画を製作した。1941年（昭和16年）に群像画の傑作「娘子関を征く」と「斉唱」（第4回新文展に出品）を相次いで発表する。良平自身は群像を書くため精力的に戦争画に取り組んだが、戦後は画集に収録しなかった。戦意高揚のために戦争画を書いてしまったことに心が痛む、と晩年に語っている。
戦後は東京藝術大学教授などを務めて後進の指導にあたり、定年退官後も迎賓館（赤坂）大広間の壁画「絵画」「音楽」を制作するなど長きにわたり日本の洋画界に大きく貢献し、同大学名誉教授の号を授与された。1992年（平成4年）に創設された「小磯良平大賞展」は国内最高賞金の公募展として知られている。
1933年（昭和8年）に神戸でキリスト教（組合教会系）の洗礼を受けており、1970年（昭和45年）には日本聖書協会の依頼により32点の聖書の挿絵を完成させた。
その他、1941年（昭和16年）出版の『東京八景』（太宰治）の装丁や1947年（昭和22年）に制定された「兵庫県民歌」楽譜の表紙画を手がけている。
1988年12月16日、肺炎のため神戸市東灘区の甲南病院で死去した。享年85。

## 戦争画への想い
かねて生前に良平が戦意高揚のために戦争画を書いてしまったことが心が痛むと述べていたことは知られていたが、史料としては残っていなかった。しかし2007年（平成19年）8月15日にそのことを示す文書が発見されたと神戸市立小磯記念美術館が発表した。いずれも洋画家内田巌に宛てた手紙で封書が35通、はがきが3通発見され、そのうちの1つに戦争画に対する言及がされていた。同博物館によれば良平の次女が自宅で発見し、それを同博物館へ8月8日に寄贈したものとしている。これらの手紙は同博物館において同年9月15日から11月18日までの間、開館15周年特別展「藤島武二と小磯良平展―洋画アカデミズムを担った師弟―」で公開された。

## 李王家コレクション
1935年（昭和10年）作の「日本髪の娘」は同年に東京で開催された展覧会に出品されて以来長い間行方不明となっていた。所有していた韓国の韓国国立中央博物館が2005年（平成17年）に公開したが、当時はそれが所在が不明とされていた作品であると認識されず、2008年（平成20年）11月になってようやく幻の作品が発見されたと報じられた。11月18日から翌年の2009年10月まで同館で開催される「日本近代西洋画展」にて公開される。同作品は朝鮮王朝の李王家が1937年（昭和12年）に購入していた。

## 薬用植物画
武田薬品工業の機関紙『武田薬報』の表紙に、1955年から約13年間薬用植物画を描き続けた。1971年に薬学博士苅米達夫の解説を付け『薬用植物画譜』として刊行された。

## 代表作品

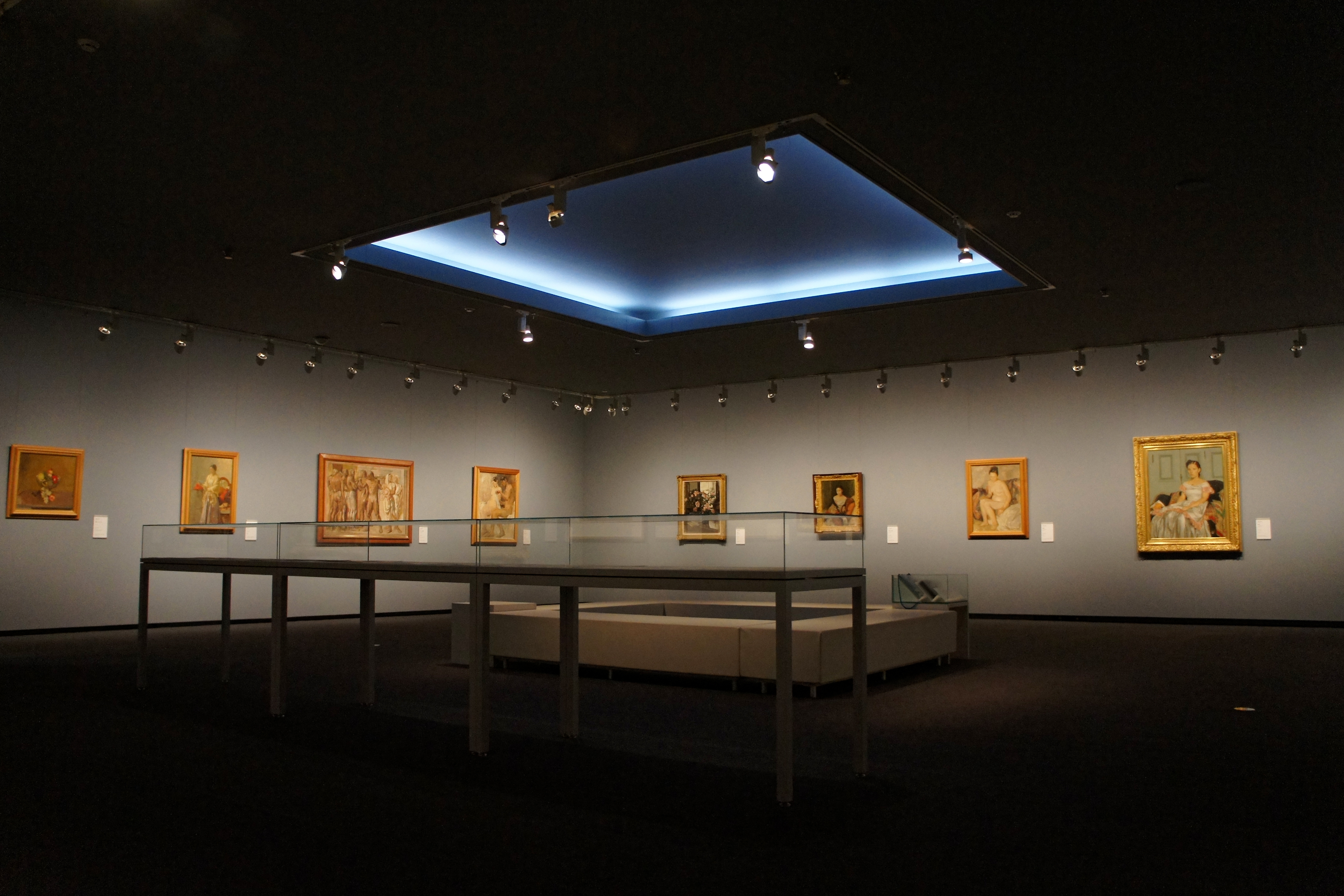
兵庫県立美術館 小磯良平記念室

- 「T嬢の像」（1926年、兵庫県立美術館蔵）
- 「彼の休息」（1927年、東京藝術大学大学美術館蔵）
- 「日本髪の娘」（1935年、韓国国立中央博物館蔵）
- 「着物の女」（1936年、神戸市立小磯記念美術館蔵）
- 「練習場の踊り子達」（1938年、東京国立近代美術館蔵）
- 「斉唱」（1941年、兵庫県立美術館蔵）
- 「二人の少女」（1946年、神戸市立博物館蔵）
- 「働く人びと」（1953年、三井住友銀行蔵）
- 「婦人像」（1960年、神戸市立小磯記念美術館蔵） - 元宝塚歌劇団の八千草薫がモデルを務めた作品
- 「絵画」（1974年、赤坂迎賓館蔵、赤坂迎賓館の大ホールにて展示）
- 「音楽」（1974年、赤坂迎賓館蔵、赤坂迎賓館の大ホールにて展示）
- 「KOBE, THE AMERICAN HARBOUR」（1985年、兵庫県公館）

### 刊行画集
- 「小磯良平全作品集」求龍堂（東京美術倶楽部監修）、2014年
- 「小磯良平油彩作品全集」求龍堂、1988年

### 戦争記録画について
戦後、下記の戦争画についてはGHQに軍国主義的であると判断されて没収。1970年（昭和45年）、アメリカ合衆国から無期限貸与の形で返還され、いずれも東京国立近代美術館に収蔵されている。
- 『娘子関を征く』（1941年）
- 『カリジャティ会見図』(1942年)
- 『ビルマ独立式典図』（1944年）
- 『日緬条約調印図』（1944年）
- 『カンパル攻略(倉田中尉の奮戦)』（1944年）

## 所蔵美術館
- 兵庫県立美術館 小磯良平記念室
- 神戸市立小磯記念美術館
- BBプラザ美術館

## 受賞歴
- 1939年 朝日文化賞受賞
- 1942年 第1回 帝国芸術院賞受賞（「娘子関を征く」）[13]
- 1979年 文化功労者
- 1982年 日本芸術院会員
- 1983年 文化勲章受章
- 1983年 神戸市名誉市民[14]